# Опсикий

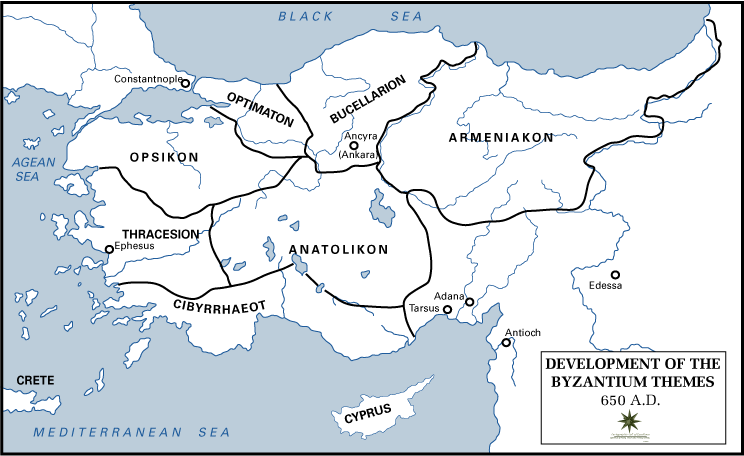
Опсикий к 650 году.

Опсикий (также Опсикион; греч. Θέμα Ὀψικίου) — византийская фема, расположенная на северо-западе Малой Азии (территория нынешней Турции). Являлась одной из самых густонаселённых и стратегически важных фем, так как находилась рядом с Константинополем. После нескольких восстаний в 8-м веке из состава Опсикия выделили ещё 2 фемы, после чего она просуществовала вплоть до четвёртого крестового похода.

## История

### Возникновение (VII век)
Своё название фема ведёт от латинского слова Obsequium — «свита». Это объясняется её близостью к городу Константинополь, где на первых порах была расквартирована её армия, сопровождавшая императора в его походах на восток. В 640-х годах после поражений от арабов воинские соединения были переведены в Малую Азию и размещены по округам («фемам»). Опсикий занимал северо-запад Малой Азии: Мизию, Вифинию, часть Галатии, Лидию и Пафлагонию, его столицей был город Анкира. Точная дата основания фемы неизвестна, впервые она упоминается 626 годом, но первые подтверждённые записи датируются 680 годом.. Не исключено, что изначально в состав фемы входила и Фракия.
Опсикий выделялся на фоне других фем. Его командиром был не стратег, а комит. Также его территория не была разделена на турмы, и его доместикаты формировались на основе элитных армейских частей: оптиматов и букеллариев.

### Расцвет (VIII век)
Располагаясь рядом со столицей империи — городом Константинополем, руководители Опсикия весьма часто восставали против действующей власти. При Юстиниане II (пр. 685—695 и 705—711), округ стал основной базой для его военных кампаний. Здесь император поселил 30 000 славян, захваченных до этого на границе Болгарии и Фракии. На их основе он стремился создать новые воинские подразделения, но в битве у Севастополиса большая часть славян перешла на сторону арабов. В 713 году армия фемы восстала против убийцы Юстиниана — Филиппика Вардана (пр. 711—713), и провозгласила новым правителем Анастасия II (пр. 713—715), которого сместила в 715 году в пользу Феодосия III (пр. 715—717). В 716 году Опсикий выступил на стороне Льва III (пр. 716—740), но в 718 году комит фемы безуспешно пытался сместить нового государя. В 741—742 году Артавазд использовал фему для кратковременной узурпации власти при императоре Константине V (пр. 741—775). В 766 году комит фемы был ослеплён из-за военного выступления против этого правителя.
Причинами многочисленных выступлений в этой феме были не только амбиции комитов, но и неприятие местным населением иконоборческой политики императоров Исаврийской династии. В итоге, Константин V выделил из Опсикия две новые фемы: Букеллария и Оптимата. Тогда же он произвёл новый набор в гвардию, сформированную в виде тагм.

## Дальнейшая история (IX—XII века)

Фемы в 950 году

Во время восстания Фомы Славянина в 820-х годах, Опсикий сохранила верность императору Михаилу II Травлу (пр. 820—829). В 866 году стратег фемы Георгий Пегани вместе с правителем Фракийской фемы Симватием восстал против императора Василия I Македонянина (пр. 867—886), однако бунт был подавлен, а Пегани и Симватий — ослеплены.
К концу IX века в судьбе Опсикиона начались перемены: фема сменила свой статус с гвардейской на кавалерийскую, её подразделения были поделены на турмы, а наместник получил звание стратега. Он получал жалование в 30 фунтов золота, и командовал 6 000 войском (в старой феме было 18 000 воинов). Столица переместилась в Никею, а Константин Багрянородный в своём труде «Об управлении империей» упоминает следующие города фемы: Котией, Дорилей, Мидаион, Апамея, Апамея Мирлиан, Лампсак, Парион, Кизик и Абидос.
В 932 году в феме началось восстание Василия Медной руки против императора Романа Лакапина (пр. 920—944), но в итоге бунтовщик был сожжён на Амастрианской площади Константинополя. Во время правления династии Комнинов Опсикион продолжил своё существование, и в XII веке был объединён с Эгейской фемой..